# Julien Rabin
Julien Rabin est un missionnaire catholique français né le 2 avril 1819 à Pannecé et mort le 17 février 1876 à Nantes. 